# Château du Vallon
Ne doit pas être confondu avec Châteauvallon ou Château de Valon.
Le château du Vallon est un château du XIXe siècle situé à Entrammes en Mayenne, à environ 1,5 km au nord du bourg.

## Histoire
Le château est aujourd'hui la propriété de l'industriel français Emmanuel Besnier, le PDG de Lactalis. 
Le 28 octobre 2016, le groupe Lactalis a obtenu du tribunal de grande instance de Laval l'interdiction de la rediffusion du reportage de l'émission Envoyé Spécial, initialement diffusée le 13 octobre 2016 sur France 2, au motif que celui-ci contient des images du château, domicile d'Emmanuel Besnier. Mais par un arrêt du 24 janvier 2017, la cour d'appel d'Angers infirme ce jugement et autorise France Télévisions à rediffuser ce programme.
Par jugement du 25 septembre 2017, le tribunal de grande instance de Laval déboute sur le fond Emmanuel Besnier de sa demande de dommages-intérêts, le juge estimant que « le nom et la localisation » de la propriété du chef d'entreprise étaient déjà connus du public et que « France Télévisions n'a fait que reprendre ce qui est de notoriété publique et mettre des images sur des éléments connus du patrimoine de M. Besnier [...] et que chacun peut visionner sur Google Maps ».

## Architecture
L'abbé Angot décrit le château comme « moderne, cantonné de tours aux quatre angles ; au centre, lucarne avec écu armorié ; supporté par deux grands lions en ronde bosse. »

## Sources et bibliographie
« Château du Vallon », dans Alphonse-Victor Angot et Ferdinand Gaugain, Dictionnaire historique, topographique et biographique de la Mayenne, Laval, A. Goupil, 1900-1910 [détail des éditions] (BNF 34106789, présentation en ligne)